# Phalaenopsis pulcherrima
Phalaenopsis pulcherrima (Lindl.) J.J.Sm., 1933 è una pianta della famiglia delle Orchidacee originaria dell'Asia sudorientale.

## Descrizione
È un'orchidea di taglia media, geofita oppure litofita,  a crescita monopodiale. Presenta un breve fusto avvolto dalla base delle foglie che sono di forma da oblanceolata a strettamente ellittica, ad apice da ottuso a subacuto. La fioritura avviene normalmente dalla tarda estate a tutto l'autunno, mediante un'infiorescenza che aggetta lateralmente, eretta, alta in media 90 centimetri, portante molti fiori di cui fino a 10 possono essere aperti contemporaneamente. I fiori sono grandi da poco più di un centimetro fino a 5 centimetri e sono particolarmente belli, da cui il nome della specie che in latino singnifica proprio "bellissima". Tutto il fiore si presenta di colore rosso fucsia, con petali e sepali di forma ovata, mentre il labello è trilobato..

## Distribuzione e habitat
La specie è originaria dell'Asia, in particolare dell'Himalaya cinese (stato di Yunnan), dello stato indiano di Assam, oltre che di Myanmar, Thailandia, Malaysia, Laos, Cambogia, Vietnam, Borneo e Sumatra, dove cresce terricola (geofita) oppure litofita in ambienti umidi e luminosi, con foreste sempreverdi, dalla pianura alla montagna, da 100 a 1300 metri di quota.

## Sinonimi
Doritis pulcherrima Lindl.,1833

Phalaenopsis esmeralda Rchb.f., 1874

Phalaenopsis esmeralda var. albiflora Rchb.f., 1877

Phalaenopsis antennifera Rchb.f., 1879

Phalaenopsis esmeralda var. candidula Rolfe, 1890

Phalaenopsis esmeralda var. rubra Stein, 1892

Phalaenopsis mastersii King & Pantl., 1897

Phalaenopsis esmeralda var. punctulata Cogn., 1904

Doritis pulcherrima var. caerulea Fowlie, 1969

Doritis pulcherrima f. alba O.Gruss & Roeth, 1999

Doritis pulcherrima f. albiflora (Rchb.f.) Roeth & O.Gruss, 1999

Doritis pulcherrima f. caerulea (Fowlie) O.Gruss & Roeth, 1999

Phalaenopsis pulcherrima f. alba (O.Gruss & Roeth) Christenson, 2001

Phalaenopsis pulcherrima f. albiflora (Rchb.f.) Christenson, 2001

Phalaenopsis pulcherrima f. caerulea (Fowlie) Christenson, 2001

Doritis pulcherrima f. apiculata Aver., 2009

Doritis pulcherrima var. apiculata Aver., 2009

Doritis pulcherrima var. laotica O.Gruss, 2009

Doritis pulcherrima f. nivea Aver., 2009

Doritis pulcherrima f. purpurea Aver., 2009

## Coltivazione
Questa pianta è bene coltivata invasi con terriccio fertile e sabbioso e richiede in coltura posizione luminosa, ma al riparo dai diretti raggi del sole, con temperature calde nel periodo della fioritura che è consigliabile abbassare nella fase di riposo vegetativo. Questa specie richiede acqua e fertilizzante per tutto il corso dell'anno.